# Peso átomo
El peso átomo es una categoría de peso en los deportes de combate femenino, que agrupa a las peladoras con peso menor a 46 kg.

## Boxeo
En el boxeo femenino y en el boxeo amateur junior, el peso átomo es, o ha sido, una categoría por peso para boxeadores por debajo de 102 libras (46kg) (antes de 2003, 45kg)

### Campeonato Mundial de Boxeo para mujeres
Campeonas actuales
| Organizador | Desde                    | Campeón       | Récord       | Defensas |
| ----------- | ------------------------ | ------------- | ------------ | -------- |
| AMB         | 16 de septiembre de 2012 | Ayaka Miyao   | 18-5-1 (3KO) | 4        |
| CMB         | 8 de septiembre de 2018  | Brenda Flores | 15-4-1 (3KO) | 0        |
| OMB         | 17 de mayo de 2014       | Nao Ikeyama   | 14-3-1 (4KO) | 0        |

### Campeonato Amateur de Boxeo para Mujeres
| año  | Mundial        | Europeo            |
| ---- | -------------- | ------------------ |
| 2001 | Elena Sabitova | Oria Mahmoud       |
| 2002 | Mary Kom       |                    |
| 2003 |                | Camelia Negrea     |
| 2004 |                | Elena Sabitova     |
| 2005 | Mary Kom       | Elena Sabitova     |
| 2006 | Mary Kom       | Steluta Duta       |
| 2007 |                | Steluta Duta       |
| 2008 | Mary Kom       |                    |
| 2009 |                | Svetlana Gnevanova |